# Middelste waterranonkel
De middelste waterranonkel, fijne waterranonkel, gewone waterranonkel of haarbladwaterranonkel (Ranunculus aquatilis) is een overblijvende waterplant uit de ranonkelfamilie (Ranunculaceae). De soort is over een groot deel van Europa verspreid; ook in Centraal- en Oost-Azië, tropisch Zuid-Afrika en Noord-Amerika kan men haar aantreffen.
De bloeiperiode loopt van april tot augustus. De kelkbladen kunnen afvallen.

## Variëteiten
Er worden twee variëteiten onderscheiden:
- Ranunculus aquatilis var. aquatilis
- Ranunculus aquatilis var. diffusus, synoniem: Ranunculus trichophyllus, die ook wel haarbladwaterranonkel wordt genoemd.

### Ranunculus aquatilisvar.aquatilis
De bladeren vallen uiteen in drie soorten: die boven water zijn stevig en rond tot niervormig, die onder water langwerpig en dun, twee of driespletig en in dunne slippen gaffelvormig vertakt. Daarnaast kunnen er overgangsbladeren aanwezig zijn, die deels in draadvormige slippen gedeeld en deels bladachtig en in vrij spitse tanden uitlopend zijn. De onderwaterbladeren kunnen ook ontbreken. De drijvende bladeren zijn vaak in drie tot zeven delen ingesneden. Aan de punt kunnen deze getand zijn. Deze bladeren heeft de plant ook wanneer ze op slijk groeit, de onderwaterbladeren ontbreken dan. De onderwater stengel kan tot 2 m lang zijn.
De 7 tot 20 mm grote bloemen hebben vijf witte kroonbladen met elkaar bedekkende randen rondom een geel hart. De kroonbladen hebben aan de voet een gele nagel. Er zijn 5 tot 20 meeldraden. De honinggroef is meestal rond. De vruchtsteel is zelden langer dan 5 cm.
De vrucht is een ovale dopvrucht.

### Ranunculus aquatilisvar.diffusus
Deze variëteit heeft alleen fijnverdeelde ondergedoken bladeren. Ze zijn telkens in drieën gedeeld en hebben fijne slippen die niet in een vlak liggen. De overgangsbladeren ontbreken meestal.
De bloem is iets kleiner, 0,7-1,2 cm, en de randen van de bloemdekbladen bedekken elkaar niet. Er zijn vijf tot vijftien meeldraden. Ook is de honinggroef niet rond maar halvemaanvormig. De 2,5-3,5 mm lange kelkbladen zijn afstaand en zelden blauw aangelopen. De vruchtjes zijn in het jonge stadium behaard. De steunblaadjes zijn aan de voet voor twee derde of meer met de bladsteel vergroeid. De vruchtsteel is maximaal 4 cm lang.

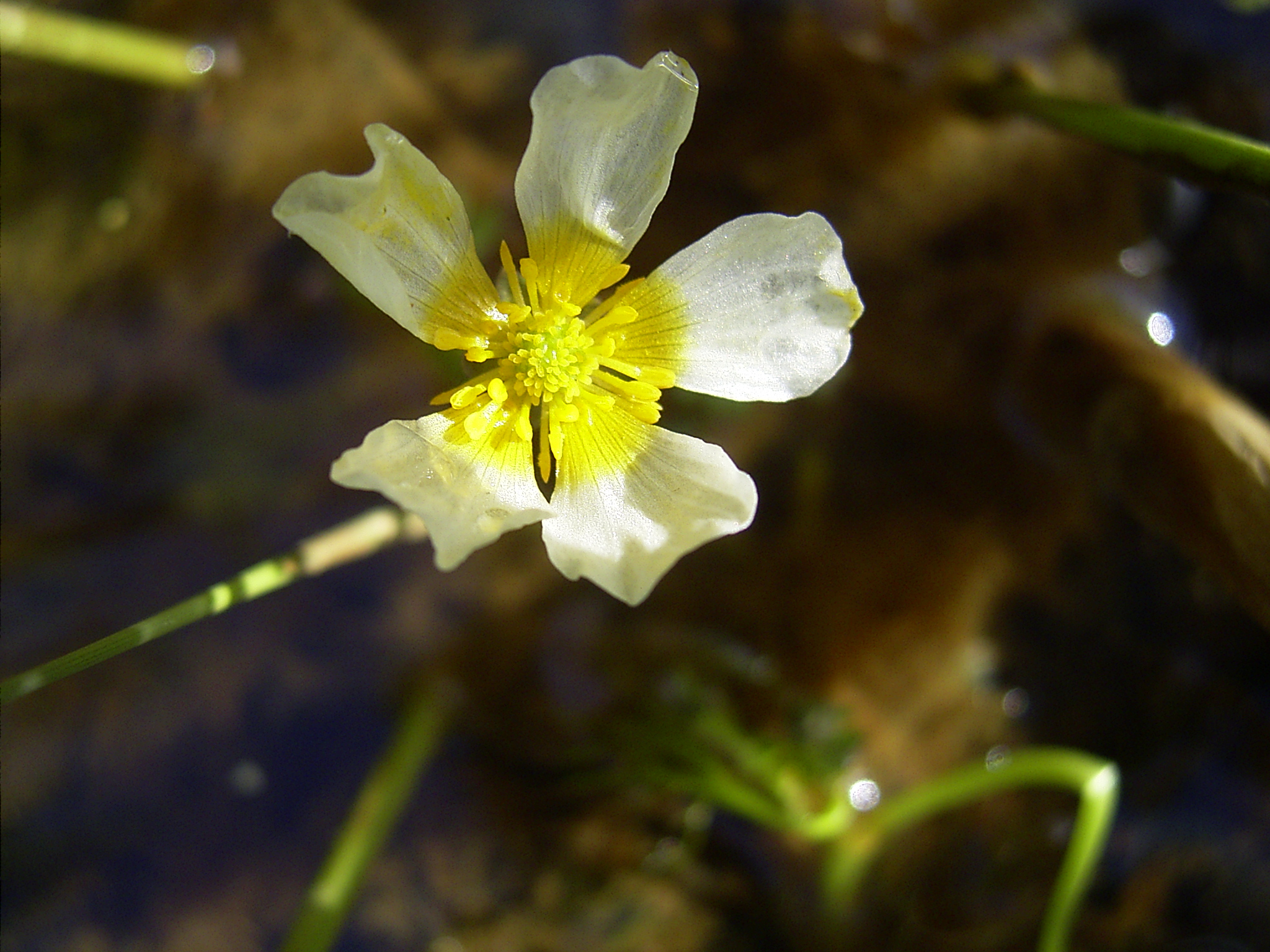
Ranunculus aquatilis var. aquatilis
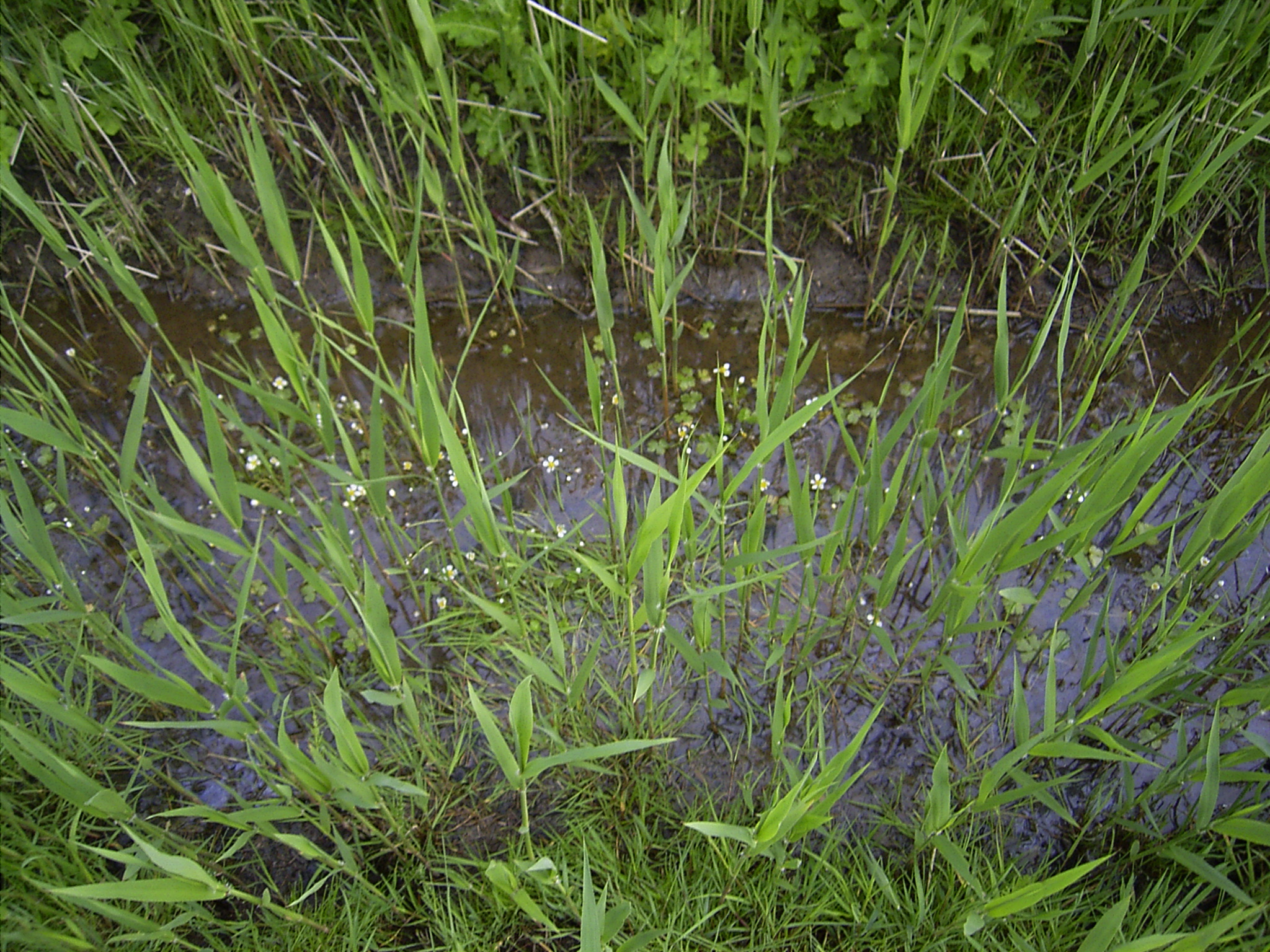
Ranunculus aquatilis var. aquatilis
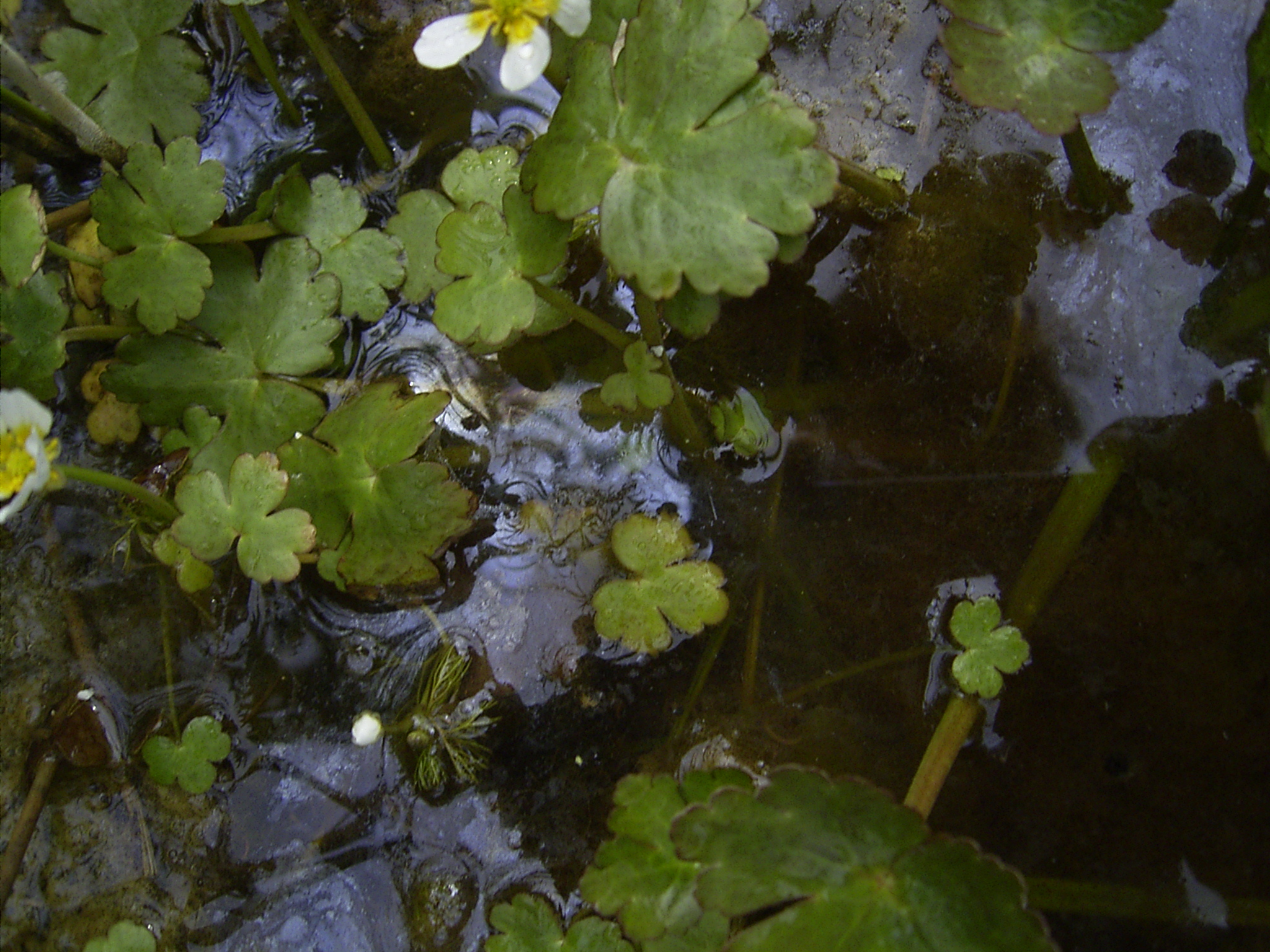
Ranunculus aquatilis var. aquatilis
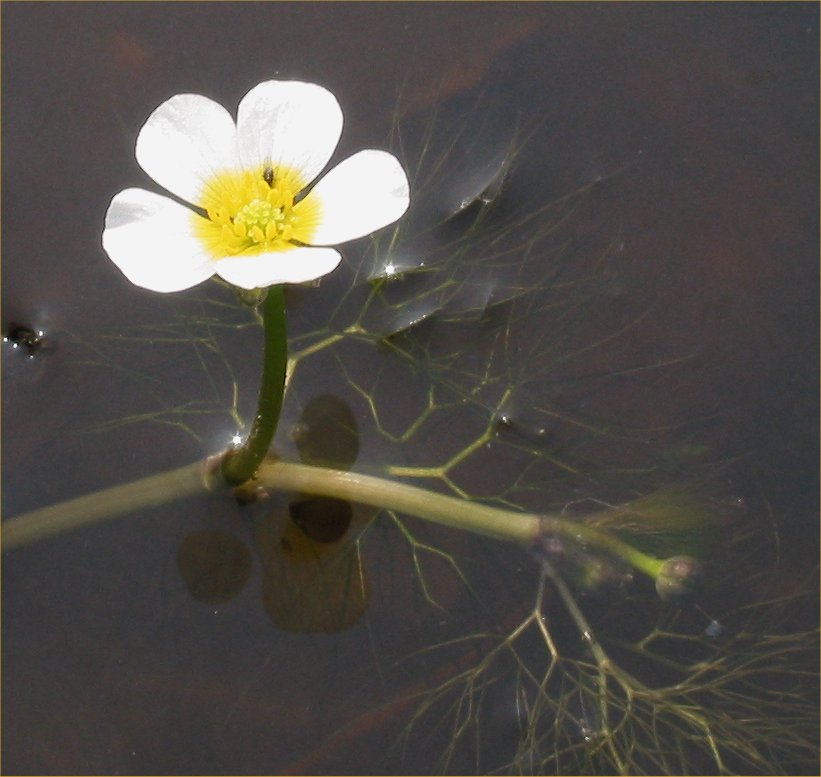
Ranunculus aquatilis var. diffusus
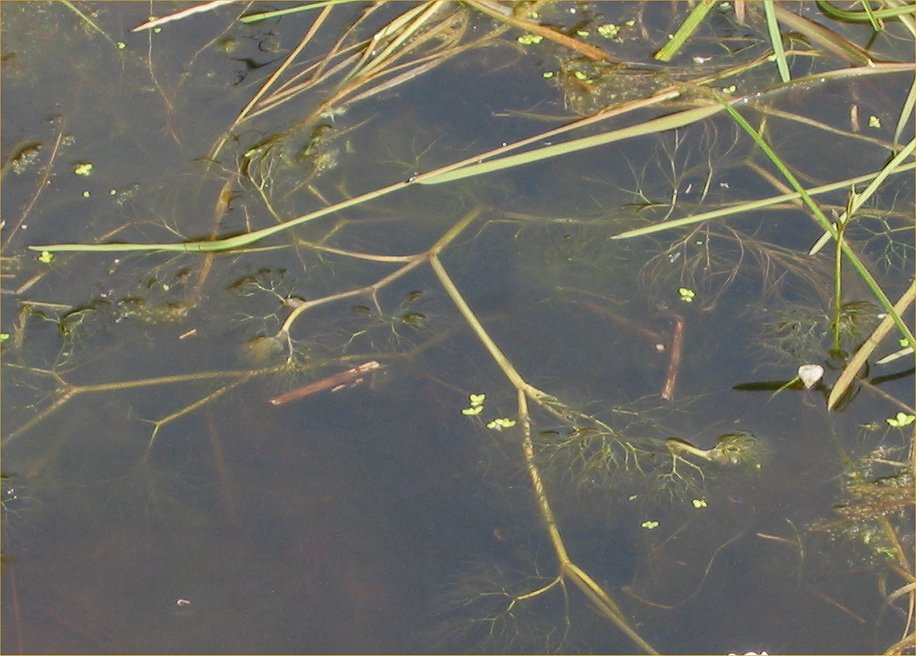
Ranunculus aquatilis var. diffusus

## Voorkomen

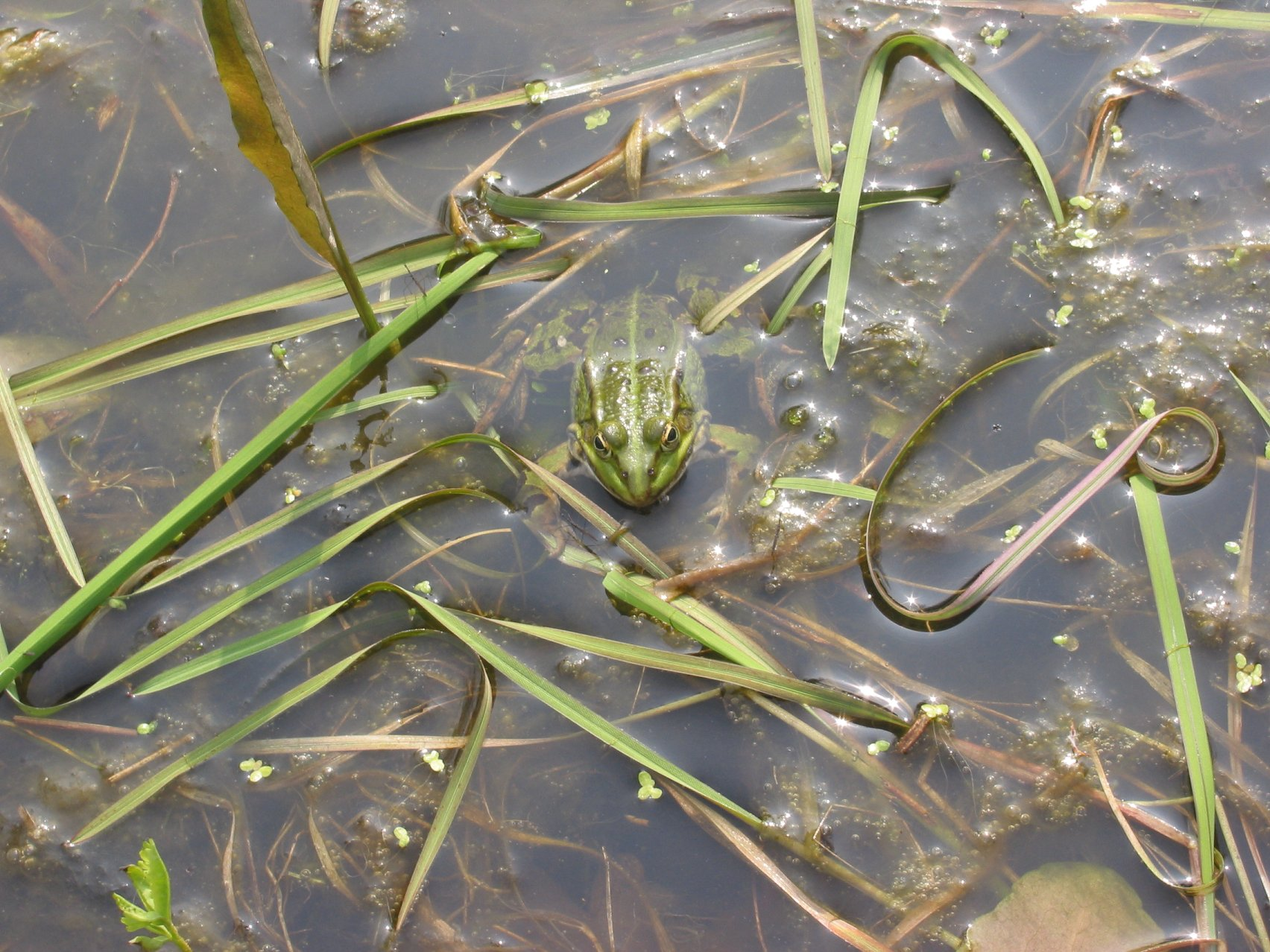
Poelkikker bij de middelste waterranonkel

De plant komt voor in helder, zoet of zwak brak, meestal vrij voedselrijk, stilstaand of langzaam stromend water van maximaal een meter diep. Bestuiving vindt plaats door diverse insecten. Ook kan zelfbevruchting plaatsvinden bij ondergedoken bloemen.

## Ecologie
Kikkers leggen graag hun dril op of bij de bladeren van de waterranonkel.
De plant heeft een voorkeur voor licht verzuurd water.

## Gebruik
Zowel de boven- als de onderwaterbladeren kunnen vers of gedroogd als toekruid gebruikt worden.

## Tuin
De plant kan sterk uitbreiden en zal daarom af en toe beteugeld moeten worden. Een niet te kleine vijver is gewenst. De plant voegt zuurstof aan het water toe, dat is gunstig voor vissen. De bladeren bedekken de oppervlakte, wat dieren als vissen en kikkers een schuilplaats biedt en algengroei tegengaat.